# 고양이 사무라이
《고양이 사무라이》(일본어: 猫侍 네코자무라이[*])는 2013년 10월부터 방송된 일본의 드라마로, 12월에 종영되었다. 2014년 3월 1일에는 극장판 영화 작품으로도 공개되었다.